# Comté de Preble
Le comté de Preble – en anglais : Preble County – est un des 88 comtés de l’État de l’Ohio, aux États-Unis.
Son siège est fixé à Eaton, et il est nommé en hommage au commodore Edward Preble.